# I Am a Rock
"I Am a Rock" is een nummer van de Amerikaanse singer-songwriter Paul Simon. Het nummer werd uitgebracht op zijn debuutalbum The Paul Simon Songbook uit 1965. Dat jaar bracht hij het tevens uit als single. Een jaar later maakte hij met Art Garfunkel als Simon & Garfunkel een nieuwe versie van het nummer, dat verscheen op het album Sounds of Silence. In mei 1966 werd het nummer uitgebracht als de tweede single van het album.

## Achtergrond
De soloversie van "I Am a Rock" is geschreven door Simon en geproduceerd door Roy Halee. Het nummer gaat over isolatie en emotionele onthechting. Simon begon rond januari 1964 met het schrijven van het nummer en nam het in mei 1965 voor het eerst op. Op 27 januari 1965 heeft hij het echter al live gespeeld tijdens een promotionele show van de BBC. Het verscheen in een akoestische versie op zijn album The Paul Simon Songbook, dat enkel in het Verenigd Koninkrijk werd uitgebracht. Het nummer verscheen hier ook als single, maar deze bereikte de hitlijsten niet. In 1981 verscheen deze versie pas voor het eerst in de Verenigde Staten op de box set Paul Simon: Collected Works. Op de cd-uitgave van The Paul Simon Songbook uit 2004 stond een alternatieve versie van het nummer.
In 1965 was Simon op tournee in Europa toen producer Tom Wilson een remix maakte van het Simon & Garfunkel-nummer "The Sound of Silence" en deze als single uitbracht.  Het duo was op dat moment uit elkaar, maar na het succes van deze single en de terugkeer van Simon naar de Verenigde Staten namen zij snel een nieuw album op. Voor dit album werden een aantal nummers van The Paul Simon Songbook gebruikt, inclusief "I Am a Rock", dat op 14 december 1965 werd opgenomen. Deze versie verscheen op het album Sounds of Silence, uitgebracht in januari 1966, en werd geproduceerd door Bob Johnston.
"I Am a Rock" werd uitgebracht als single in mei 1966 en kwam tot de derde plaats in de Amerikaanse Billboard Hot 100. Ook kwam het tot de zeventiende plaats in de UK Singles Chart en bereikte het in Canada, Nieuw-Zeeland en Zweden de top 10. In Nederland kwam de single respectievelijk tot de elfde en tiende plaats in de Top 40 en de Parool Top 20. Het nummer is gecoverd door onder meer April Wine, The Church, The Grass Roots, Tim Heidecker, The Hollies, Arjen Lucassen en Me First and the Gimme Gimmes.

## Hitnoteringen
Alle noteringen zijn gehaald door de versie van Simon & Garfunkel.

### Nederlandse Top 40
| Hitnotering: 11-06-1966 t/m 13-08-1966 | Hitnotering: 11-06-1966 t/m 13-08-1966 | Hitnotering: 11-06-1966 t/m 13-08-1966 | Hitnotering: 11-06-1966 t/m 13-08-1966 | Hitnotering: 11-06-1966 t/m 13-08-1966 | Hitnotering: 11-06-1966 t/m 13-08-1966 | Hitnotering: 11-06-1966 t/m 13-08-1966 | Hitnotering: 11-06-1966 t/m 13-08-1966 | Hitnotering: 11-06-1966 t/m 13-08-1966 | Hitnotering: 11-06-1966 t/m 13-08-1966 | Hitnotering: 11-06-1966 t/m 13-08-1966 | Hitnotering: 11-06-1966 t/m 13-08-1966 |
| Week                                   | 1                                      | 2                                      | 3                                      | 4                                      | 5                                      | 6                                      | 7                                      | 8                                      | 9                                      | 10                                     |                                        |
| -------------------------------------- | -------------------------------------- | -------------------------------------- | -------------------------------------- | -------------------------------------- | -------------------------------------- | -------------------------------------- | -------------------------------------- | -------------------------------------- | -------------------------------------- | -------------------------------------- | -------------------------------------- |
| Positie                                | 34                                     | 17                                     | 13                                     | 12                                     | 11                                     | 16                                     | 14                                     | 24                                     | 35                                     | 32                                     | uit                                    |

### Parool Top 20
| Hitnotering: 18-06-1966 t/m 16-07-1966 | Hitnotering: 18-06-1966 t/m 16-07-1966 | Hitnotering: 18-06-1966 t/m 16-07-1966 | Hitnotering: 18-06-1966 t/m 16-07-1966 | Hitnotering: 18-06-1966 t/m 16-07-1966 | Hitnotering: 18-06-1966 t/m 16-07-1966 | Hitnotering: 18-06-1966 t/m 16-07-1966 |
| Week                                   | 1                                      | 2                                      | 3                                      | 4                                      | 5                                      |                                        |
| -------------------------------------- | -------------------------------------- | -------------------------------------- | -------------------------------------- | -------------------------------------- | -------------------------------------- | -------------------------------------- |
| Positie                                | 13                                     | 11                                     | 10                                     | 14                                     | 14                                     | uit                                    |

### NPO Radio 2 Top 2000
| Nummer met noteringen in de NPO Radio 2 Top 2000 | '99  | '00  | '01 | '02  | '03  | '04  | '05  | '06  | '07  | '08  | '09  | '10  | '11  | '12  | '13  |
| ------------------------------------------------ | ---- | ---- | --- | ---- | ---- | ---- | ---- | ---- | ---- | ---- | ---- | ---- | ---- | ---- | ---- |
| I Am a Rock                                      | 1105 | 1175 | 761 | 1373 | 1300 | 1432 | 1187 | 1259 | 1490 | 1310 | 1576 | 1530 | 1622 | 1465 | 1723 |

1. ↑  Een vetgedrukt getal geeft de hoogste notering aan.
2. ↑  Deze tabel is bijgewerkt tot en met de laatste editie (2024).